# Topi Jaakola
Topi Jaakola (* 15. November 1983 in Oulu) ist ein finnischer Eishockeyspieler, der zuletzt bei den ZSC Lions in der National League unter Vertrag stand.

## Karriere
Topi Jaakola spielte bereits im Nachwuchsbereich für Kärpät Oulu, für dessen Profiteam er in der Saison 2000/01 sein Debüt in der SM-liiga gab. Im NHL Entry Draft 2002 wurde er in der fünften Runde als insgesamt 134. Spieler von den Florida Panthers ausgewählt, für die er allerdings nie spielte. In seinen acht Jahren bei Kärpät hat der Verteidiger mit der Mannschaft in den Jahren 2004, 2005, 2007 und 2008 viermal den Meistertitel in der SM-liiga gewonnen, wurde 2003 Vizemeister und 2006 Dritter. Zudem erreichte er mit Kärpät in den Jahren 2005 und 2006 zweimal das Finale um den IIHF European Champions Cup, wobei die Mannschaft jeweils den beiden russischen Vertretern HK Awangard Omsk und HK Dynamo Moskau unterlag.

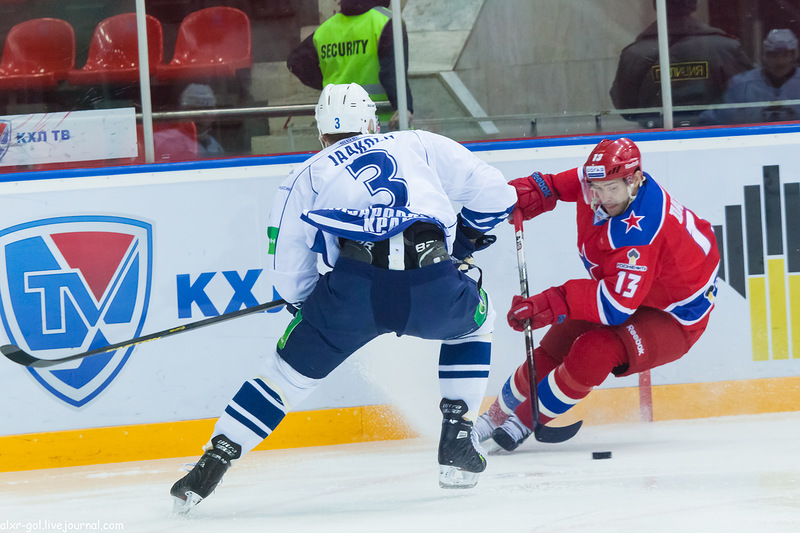
Topi Jaakola (li.) und Pawel Dazjuk, November 2012

Im Sommer 2008 verließ Jaakola den Verein und unterschrieb einen Vertrag beim Södertälje SK in der schwedischen Elitserien. In Södertälje spielte er zwei Saisons und schaffte mit der Mannschaft jeweils in der Kvalserien den Ligaerhalt, ehe Jaakola zur Saison 2010/11 einen Kontrakt bei Luleå HF erhielt.
In der Saison 2012/13 spielte er für Amur Chabarowsk in der Kontinentalen Hockey-Liga, ehe er im Mai 2013 innerhalb der Liga zum HC Lev Prag wechselte. Mit Lev Prag erreichte er 2014 das Playoff-Finale der KHL. Nach diesem Erfolg zog sich der Klub aus finanziellen Gründen aus der Liga zurück und Jaakola wechselte nach Helsinki zum neuen KHL-Teilnehmer Jokerit. Dort stand er bis zum Ende der Saison 2016/17 unter Vertrag, anschließend wurde er vom HV71 aus der Svenska Hockeyligan verpflichtet.
Zu Beginn der Saison 2018/19 stand er bei TPS Turku unter Vertrag, konnte aufgrund einer Verletzung jedoch nur ein Spiel für TPS bestreiten und wurde im Oktober 2018 entlassen. Im Juni 2019 erhielt er einen Vertrag bei den Pelicans Lahti, ehe er im Februar 2020 zu den ZSC Lions aus der National League wechselte. Für die ZSC Lions kam er nur in einem Spiel zum Einsatz.

### International
Für Finnland nahm Jaakola an der U18-Junioren-Weltmeisterschaft 2001 und der U20-Junioren-Weltmeisterschaften 2002 und 2003 teil. Bei allen drei Turnieren gewann er mit seiner Mannschaft die Bronzemedaille. 2011 gewann er mit der Herren-Nationalmannschaft die Goldmedaille bei der Weltmeisterschaft. 2016 folgte der Gewinn der Silbermedaille bei der Weltmeisterschaft.

## Erfolge und Auszeichnungen
| - 2003 Finnischer Vizemeister mit Kärpät Oulu - 2004 Finnischer Meister mit Kärpät Oulu - 2005 Finnischer Meister mit Kärpät Oulu - 2005 2. Platz beim IIHF European Champions Cup mit Kärpät Oulu | - 2006 2. Platz beim IIHF European Champions Cup mit Kärpät Oulu - 2007 Finnischer Meister mit Kärpät Oulu - 2008 Finnischer Meister mit Kärpät Oulu |

### International
- 2001 Bronzemedaille bei der U18-Junioren-Weltmeisterschaft
- 2002 Bronzemedaille bei der U20-Junioren-Weltmeisterschaft
- 2003 Bronzemedaille bei der U20-Junioren-Weltmeisterschaft
- 2011 Goldmedaille bei der Weltmeisterschaft
- 2016 Silbermedaille bei der Weltmeisterschaft